# Leo Carlsson
Leo Carlsson (Karlstad, Suecia, 26 de diciembre de 2004) es un jugador profesional sueco de hockey sobre hielo que se desempeña en la posición de centro en Anaheim Ducks, equipo de la National Hockey League (NHL).

## Carrera
Fue seleccionado en la primera ronda en la NHL Entry Draft de 2023. Hizo su debut profesional con el equipo Anaheim Ducks, donde lleva jugando una temporada.